# Mokrosuky (przystanek kolejowy)
Mokrosuky – przystanek kolejowy w miejscowości Mokrosuky, w kraju pilzneńskim, w Czechach. Położony jest na wysokości 515 m n.p.m.
Na przystanku nie ma możliwości zakupu biletu, a obsługa podróżnych odbywa się w pociągu. 

## Linie kolejowe
- 185 Horažďovice předměstí - Domažlice